# Patquía
Patquía est une ville de la province de La Rioja, en Argentine, et le chef-lieu du département d'Indépendencia.
Elle est située à 356 km de la capitale provinciale sur la route nationale 38, en direction de la province de San Juan.
La ville est aussi le point de départ de la route nationale 150, qui longe le 30e parallèle vers l'ouest en direction du Chili et du port de La Serena sur l'Océan Pacifique.